# Уаско
Уаско (ісп. Huasco) — місто і морський порт в Чилі. Адміністративний центр однойменної комуни. Населення міста - 6 445 осіб (2002). Місто і комуна входить до складу провінції Уаско і регіону Атакама.
Територія — 1601,4 км². Чисельність населення - 10 149 мешканців (2017). Щільність населення - 6,33 чол./км².

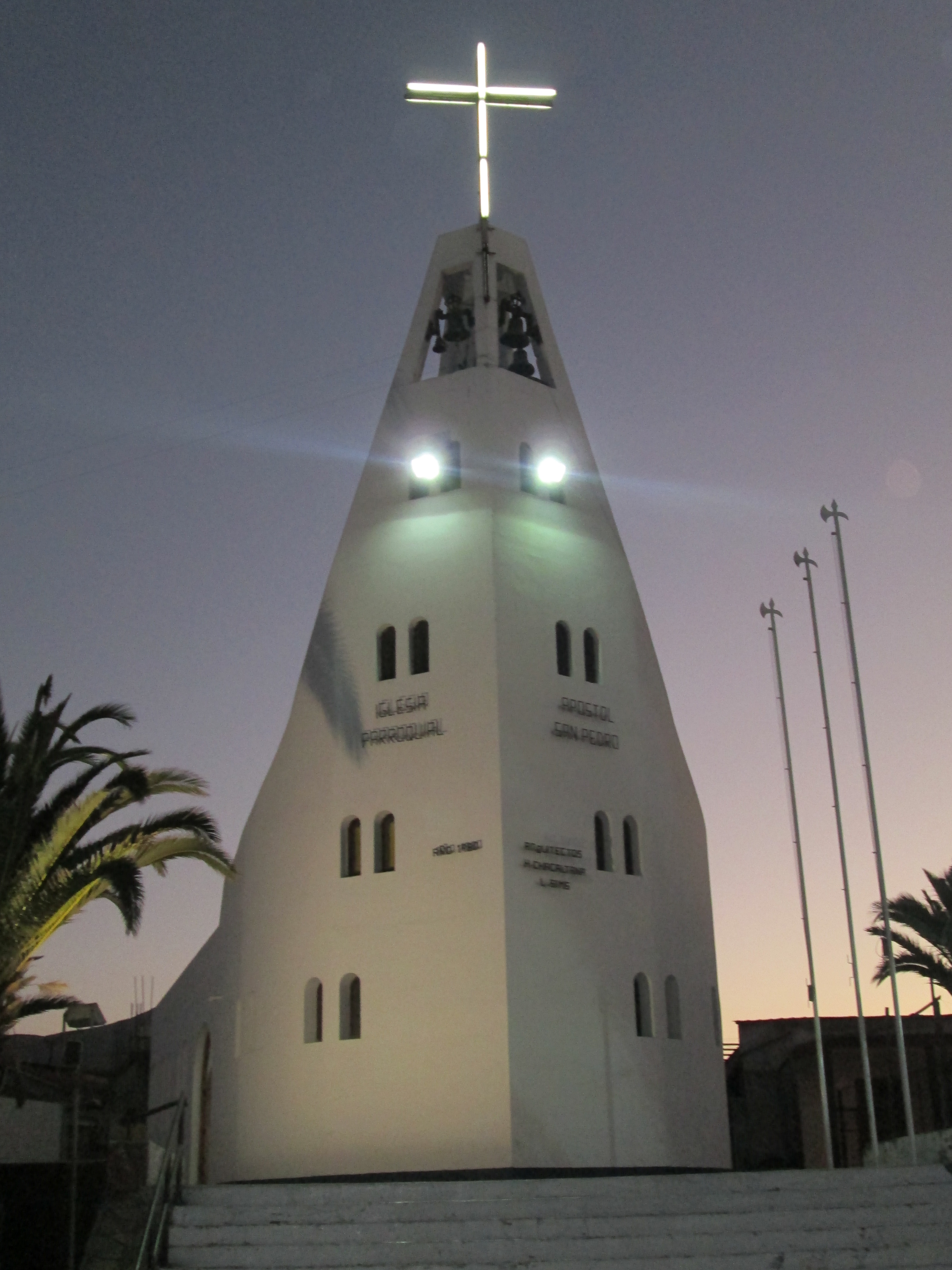
Церква Уаско

## Розташування
Місто розташоване на узбережжі Тихого океану поблизу гирла річки Уаско за 151 км на південний захід від адміністративного центру області Копіапо.
Комуна межує:
- на півночі — комуна Копіапо
- на сході - провінції Вальєнар
- на півдні - комуна Фрейрина
- на заході — Тихий океан